# 무비스트
무비스트(movist)는 1998년에 만들어진 대한민국의 영화 전문 인터넷 웹사이트이다. 영화 정보, 기사, 리뷰, 영화인 인터뷰 등의 열람 서비스를 제공하고 있다.

## 같이 보기
- 씨네21